# ذا أميزنغ سبايدر-مان
ذا أميزنغ سبايدر-مان (بالإنجليزية: The Amazing Spider-Man)‏ هي لعبة فيديو صدرت في 2012. وهي متوفرة على أجهزة وي يو وإكس بوكس 360 وبلاي ستيشن 3 ونينتندو 3دي إس ونينتندو دي إس وأندرويد ووي وويندوز . وهي من نشر أكتيفجن.

## الشخصيات
- سبايدر مان / بيتر باركر

## روابط خارجية
- ذا أميزنغ سبايدر-مان على موقع IMDb (الإنجليزية)